# Kugelfliegen

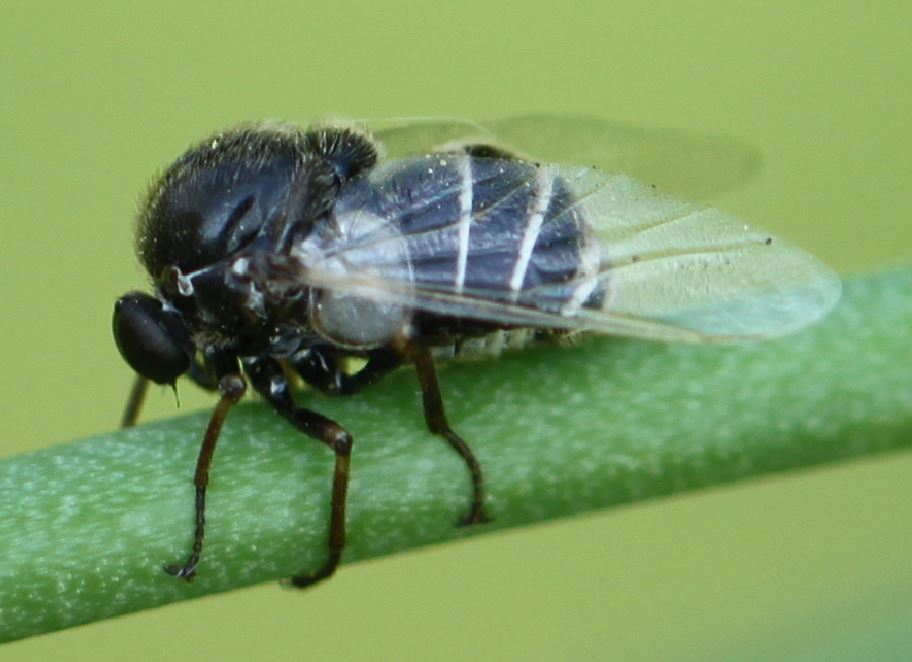
Ogcodes cf. zonatus

Die Kugelfliegen (Acroceridae), auch bekannt als Spinnenfliegen, sind eine Familie der Zweiflügler (Diptera) und gehören zu den Fliegen (Brachycera). Weltweit leben etwa 520 Arten dieser Tiergruppe, davon sind nur 11 Arten aus Deutschland bekannt. Es handelt sich um mittelgroße Fliegen.

## Merkmale
Die Kugelfliegen sind sehr gedrungen und beinah kugelig in der Form. Auffällig sind große Schuppen an den Brustseiten (Thorakalschüppchen), die die zu Schwingkölbchen (Halteren) umgewandelten Hinterflügel überdecken. Der Körper ist oft fein-pelzig behaart. Kugelfliegen besitzen einen häufig recht langen Saugrüssel, welcher in Ruhe unter dem Bauch anliegt und beim Fressen vorgestreckt wird. Dies geschieht häufig beim Nektarsaugen im fast geräuschlosen Rüttelflug vor der Blüte.

## Verhalten und Lebensweise
Die Kugelfliegen sind Blütenbesucher, bei einer Reihe von sehr kurzrüsseligen Arten wie etwa Acrocera sanguinea kommt vermutlich keine Nahrungsaufnahme vor. Die Eiablage erfolgt einzeln oder in kleineren Gelegen, häufig an exponierten Stellen wie den Spitzen von Ästen. Dabei kann ein einzelnes Weibchen etwa 1000 Eier produzieren, in Einzelfällen sogar bis 5000.

## Larvalentwicklung
Die Larven sind Parasitoide an Spinnen. Die Schlupflarven sind winzig und besitzen am Hinterende einen Haftapparat. Sie können sich spannerraupenähnlich fortbewegen und erreichen so aktiv ihre Wirte (Spinnen oder Spinnengelege). Hier angekommen, springen sie eine sich nähernde Spinne an und dringen durch eine Gelenkhaut in den Körper ein. Nach der ersten Häutung sind die Larven gedrungen und stehen mit den hinteren Stigmen mit der Fächerlunge des Wirtes in Verbindung. Von dieser Position aus wird die Spinne von innen heraus gefressen, wobei die lebenswichtigen Organe erst verschont bleiben. Bis zum Ende der Larvenstadien wird die Spinne komplett ausgefressen. Die Überwinterung erfolgt in der leeren Wirtshaut, die Verpuppung danach im Boden. Die Puppen sind stark gekrümmt und besitzen bei einigen Arten Dornen im Brustbereich.

## Fossile Belege
Fossile Kugelfliegen sind äußerst rar. Der älteste Beleg stammt aus dem Oberen Jura Kasachstans. Die wenigen aus Baltischem Bernstein (Eozän, ca. 40 bis 50 Mio. Jahre alt) und Dominikanischem Bernstein (Miozän, 15 bis 40 Mio. Jahre) bekannten Exemplare gehören Gattungen an, die mit in Südafrika und Südamerika lebenden rezenten Vertretern dieser Familie nahe verwandt sind.